# مایکل هانان (آهنگساز)
مایکل هانان (انگلیسی: Michael Hannan؛ زادهٔ تاریخ ورودی نامعتبر است) نوازنده پیانو، و آهنگساز اهل استرالیا است.
وی همچنین برندهٔ جوایزی همچون برنامه فولبرایت شده‌است.